# Königsmark
Königsmark är en ortsteil i staden Osterburg (Altmark) i Landkreis Stendal i förbundslandet Sachsen-Anhalt i Tyskland. Königsmark var en kommun fram till den 1 juli 2009 när den uppgick i Osterburg (Altmark). Königsmark hade 489 invånare 2009.